# Mohamad Jalvandi
Mohamad Jalvandi (11 de enero de 1990) es un deportista iraní, nacionalizado turco, que compite en atletismo adaptado. Ganó tres medallas en los Juegos Paralímpicos de Verano entre los años 2012 y 2024.

## Palmarés internacional
| Representando a Irán    |                         |                  |                 |
| Juegos Paralímpicos     |                         |                  |                 |
| Año                     | Lugar                   | Medalla          | Prueba          |
| 2012                    | Londres (Reino Unido)   | Medalla de oro   | Jabalina F57/58 |
| 2016                    | Río de Janeiro (Brasil) | Medalla de oro   | Jabalina F57    |
| Representando a Turquía |                         |                  |                 |
| Juegos Paralímpicos     |                         |                  |                 |
| Año                     | Lugar                   | Medalla          | Prueba          |
| 2024                    | París (Francia)         | Medalla de plata | Jabalina F57    |